# Tharpyna varica
Tharpyna varica är en spindelart som beskrevs av Tord Tamerlan Teodor Thorell 1890. Tharpyna varica ingår i släktet Tharpyna och familjen krabbspindlar. Inga underarter finns listade i Catalogue of Life.